# ロシアのウクライナ侵攻における戦闘序列
ロシアのウクライナ侵攻における戦闘序列（ロシアのウクライナしんこうにおけるせんとうじょれつ、英語: Order of battle for the Russian invasion of Ukraine）では、2022年2月24日に開始されたロシアのウクライナ侵攻における戦闘序列について述べる。

## ロシア連邦および同盟国

### ロシア連邦
ロシア連邦
- 特別軍事作戦を統括する最高指揮官 - アレクサンドル・ドヴォルニコフ上級大将（4月10日任命[1][2][3]、5月解任）→ ゲンナジー・ジトコ大将（離任後病死）→ セルゲイ・スロヴィキン上級大将（10月8日任命[4]、1月11日解任）→ ワレリー・ゲラシモフ上級大将（1月11日任命[5]）
- ロシア陸軍 - オレグ・サリュコフ上級大将（2025年5月解任[6]）→アンドレイ・モルドヴィチェフ大将
  - 第1親衛戦車軍 - セルゲイ・キセーリ（ロシア語版）中将（3月23日解任）
    - 第2親衛自動車化狙撃師団
    - 第4親衛戦車師団
    - 第47戦車師団
    - 第27独立親衛自動車化狙撃旅団[7]
    - 第96独立偵察旅団[8] - マクシム・ハルラモフ大佐（戦死）
    - 第49高射ミサイル旅団 - イワン・グリシン大佐（4月16日戦死）
    - 第45独立親衛工兵旅団 - ニコライ・オヴチャレンコ大佐（戦死）

  - 第2親衛諸兵科連合軍 - アンドレイ・コロトフキン（ロシア語版）中将
    - 第15独立親衛自動車化狙撃旅団[8]
    - 第21独立親衛自動車化狙撃旅団[9]
    - 第30独立自動車化狙撃旅団[10]

  - 第5諸兵科連合軍 - アレクセイ・ホディヴィロフ（ロシア語版）少将[11]
    - 第127自動車化狙撃師団[11]
    - 第57独立親衛自動車化狙撃旅団[12]

  - 第6諸兵科連合軍 - ウラジスラフ・エルショフ（ロシア語版）中将（3月23日解任[13]）
    - 第25独立親衛自動車化狙撃旅団[14]
    - 第138独立親衛自動車化狙撃旅団[10]

  - 第8親衛諸兵科連合軍 - アンドレイ・モルドヴィチェフ中将[注釈 1]→ゲンナジー・アナシキン大将
    - 第20親衛自動車化狙撃師団 - アレクセイ・ゴロベッツ大佐（戦死）
    - 第150自動車化狙撃師団 - オレグ・ミチャーエフ少将（3月15日戦死）

  - 第18諸兵科連合軍- アルカジー・マルゾエフ（ロシア語版）中将
    - 第47自動車化狙撃師団
    - 第70自動車化狙撃師団
    - 第126独立親衛沿岸防衛旅団[14]
    - 第127独立偵察旅団[16][17]
    - 第1096独立高射ミサイル連隊[16]

  - 第20親衛諸兵科連合軍 - アンドレイ・イヴァナエフ（ロシア語版）[10]中将
    - 第3自動車化狙撃師団
    - 第144親衛自動車化狙撃師団 - ヴィタリー・スレプツォフ少将（解任）→オレグ・ツォコフ少将 （ 中将に昇進、南部軍管区副司令官に異動後戦死）
    - 第448弾道ミサイル旅団 - ドミートリー・マルティノフ大佐

  - 第25諸兵科連合軍
    - 第67自動車化狙撃師団
    - 第164独立自動車化狙撃旅団

  - 第29諸兵科連合軍 - アンドレイ・コレスニコフ少将（3月11日戦死）→オレグ・モイセエフ少将
    - 第36独立親衛自動車化狙撃旅団[18]
    - 第200親衛砲兵旅団[18]
    - 第101統制旅団

  - 第35諸兵科連合軍 - アレクサンドル・サンチク（ロシア語版）中将
    - 第38独立親衛自動車化狙撃旅団[12]
    - 第64独立自動車化狙撃旅団[19] -アザトベク・オムルベコフ（ロシア語版）大佐[20]
    - 第69独立援護旅団[12]
    - 第107ロケット旅団 (ロシア陸軍)（ロシア語版）[12]
    - 第165砲兵旅団（ロシア語版）[12]
    - 第288砲兵旅団 - オレグ・エブシーバ中佐（戦死）

  - 第36諸兵科連合軍 - ヴァレリー・ソロドチュク（ロシア語版）中将[14]
    - 第5独立親衛戦車旅団[11]
    - 第37独立親衛自動車化狙撃旅団[21] - ユーリイ・メドヴェチェク大佐（3月25日戦死）→マラト・ハジバラエフ大佐（戦死）
    - 第103ロケット旅団（ロシア語版）[12] - ポノマレフ大佐（解任）

  - 第41諸兵科連合軍 - セルゲイ・ボリソヴィチ・ルイシコフ（ロシア語版）中将
    - 第90親衛戦車師団
    - 第35独立親衛自動車化狙撃旅団[22]
    - 第55独立自動車化狙撃旅団[23]
    - 第74独立親衛自動車化狙撃旅団[24]
    - 第119ロケット旅団（ロシア語版）[25] - セルゲイ・トロフィモフ大佐（戦死）
    - 第120親衛砲兵旅団[25]

  - 第49諸兵科連合軍 - ヤコフ・レザンツェフ中将（3月25日戦死）[26]
    - 第34独立自動車化狙撃旅団[27]
    - 第66管理旅団（ロシア語版）[27]
    - 第90高射ミサイル旅団[27]
    - 第205独立自動車化狙撃旅団[28] - エドゥアルド・シャンデュラ大佐（戦死）
    - 第227砲兵旅団[27]
    - 第32工兵連隊[27]

  - 第58諸兵科連合軍 - ミハイル・ズスコ（ロシア語版）中将（解任）→イワン・ポポフ少将 （解任[29]）
    - 第19自動車化狙撃師団
    - 第42親衛自動車化狙撃師団[14]
    - 第136独立親衛自動車化狙撃旅団[30]
    - 第291砲兵旅団（ロシア語版）[30]

  - 第3軍団[31]
    - 第72独立自動車化狙撃旅団

  - 第68軍団 - ドミートリー・グルシェンコフ（ロシア語版）中将
    - 第39独立自動車化狙撃旅団
    - 第18狙撃砲兵師団

  - 第12独立親衛工兵旅団（ロシア語版）[32]  - セルゲイ・ポロフニャ（ウクライナ語版）大佐（3月14日戦死）→デニス・コズロフ大佐（5月11日戦死）
  - 第45独立親衛工兵旅団（ロシア語版）
  - 第439親衛ロケット旅団（ロシア語版）[27]
- ロシア海軍 - ニコライ・エフメノフ大将（解任[33]）→アレクサンドル・モイセエフ大将
  - 黒海艦隊 - イーゴリ・オシポフ大将（解任[34]）→ビクトル・ソコロフ大将[注釈 2]（解任[35]）→セルゲイ・ピンチュク中将
    - ミサイル巡洋艦モスクワ（沈没）[36] - アントン・クプリン大佐（戦死）
    - 哨戒艦ヴァシリー・ビコフ（英語版）[36]
    - 揚陸艦サラトフ（ロシア語版）（沈没）[注釈 3] - ウラジミール・クロムチェンコフ中佐（戦死）
    - 揚陸艦ツェーザリ・クニコフ（英語版）(沈没) - アレクサンドル・チルバ少佐（戦死）
    - 揚陸艦ノヴォチェルカッスク（ロシア語版）(沈没)
    - 揚陸艦ヤマル(損傷)
    - 揚陸艦アゾフ(損傷)
    - 揚陸艦コンスタンチン・オリシャンスキー（英語版）(ウクライナ海軍より接収、損傷)
    - フリゲートアドミラル・マカロフ[注釈 4]
    - フリゲートアドミラル・エッセン（英語版）
    - フリゲートアドミラル・グリゴロヴィチ（英語版）
    - 情報収集艦イワン・フルス（英語版）(損傷)
    - 第810独立親衛海軍歩兵旅団[10] - アレクセイ・シャロフ大佐（3月22日戦死）→セルゲイ・ケンズ大佐（戦死）

  - 北方艦隊  - アレクサンドル・モイセエフ大将→コンスタンチン・カバンツォフ中将
    - 揚陸艦オレネゴルスキー・ゴルニャク（損傷）
    - 第61独立海軍歩兵旅団[36] - 旅団長キリル・ニクリン大佐、副旅団長ドミトリー・ソフロノフ大佐（3月6日戦死）
    - 第14軍団 - ドミートリー・クラエフ（ロシア語版）中将
      - 第200独立自動車化狙撃旅団[39] - デニス・クリロ大佐（戦死）

  - バルチック艦隊
    - 第336独立親衛海軍歩兵旅団[40] - イーゴリ・カルミコフ大佐
    - 第11軍団 - アンドレイ・ルジンスキー中将
      - 第18親衛自動車化狙撃師団
      - 第152親衛ミサイル旅団
      - 第244砲兵旅団

  - 太平洋艦隊
    - 第155独立海軍歩兵旅団[41]
    - 第40独立海軍歩兵旅団[41]

  - カスピ小艦隊
    - 第177独立海軍歩兵連隊
- ロシア航空宇宙軍 - セルゲイ・スロヴィキン上級大将（解任）→ヴィクトル・アフザロフ大将
  - 第4航空・防空軍 - ニコライ・ゴステフ中将
    - 第1親衛爆撃機混成航空師団（ロシア語版）
      - 第3親衛混成航空連隊 - アナトリー・スタシュケヴィチ大佐（戦死）
      - 第31親衛戦闘機航空連隊[42]

  - 第6航空・防空軍 - オレグ・マコヴェツキー少将
    - 第105親衛混成航空師団（ロシア語版）
      - 第14親衛戦闘機航空連隊（ロシア語版）

  - 第11航空・防空軍 - ウラジーミル・クラフチェンコ中将
    - 第303戦闘機航空師団（ロシア語版）
      - 第18親衛攻撃機航空連隊（ロシア語版）
      - 第23戦闘機航空連隊（ロシア語版）[11]
      - 第120独立親衛戦闘機航空連隊[43] - ルスラン・ルドネフ大佐（戦死）

  - 第14航空・防空軍 - ウラジーミル・メルニコフ少将
    - 第41防空師団
      - 第388対空ロケット連隊[44]

  - 遠距離航空軍団 - セルゲイ・コビラシュ中将
    - 第22親衛重爆撃航空師団
      - 第52親衛重爆撃航空連隊 - オレグ・ティモシン大佐[45]
- ロシア空挺軍[46] - アンドレイ・セルジュコフ大将（解任）→ミハイル・テプリンスキー大将
  - 第7親衛空挺師団[47] - アンドレイ・スホベツキー少将（2月28日に戦死）
  - 第76親衛空挺師団[14] - セルゲイ・チュバリキン少将（解任）→デニス・シショフ大佐
  - 第98親衛空挺師団 - ヴィクトル・イーゴリエヴィチ・グナザ大佐（解任）
  - 第106親衛空挺師団 - ウラジーミル・セリヴェルストフ少将（解任）
  - 第11独立親衛空挺旅団[48] - アレクセイ・ノーメッツ少将（解任）
    - ブリヤート大隊[49][注釈 5]

  - 第31独立親衛空挺旅団[14] - セルゲイ・カラセフ大佐（戦死）
  - 第83独立空中襲撃旅団 - ヴィタリー・スラブツォフ大佐（戦死）
  - 第45独立親衛特殊任務連隊 - ヴァディム・パンコフ大佐（戦死）
- ロシア連邦軍参謀本部情報総局（GRU）
  - 第2独立特殊任務旅団
  - 第3独立親衛特殊任務旅団
  - 第10独立特殊任務旅団[11]
  - 第14独立特殊任務旅団 - アリベルト・カリモフ中佐（戦死）→セルゲイ・ポリャコフ大佐（戦死）
  - 第16独立特殊任務旅団 - エフゲニー・ゲラシメンコ大佐（戦死）
  - 第22独立親衛特殊任務旅団
  - 第24独立特殊任務旅団
- ロシア連邦軍参謀本部
  - 特殊作戦軍 - ヴァレリー・フルスティコフ中将[50]
- ロシア国家親衛隊[51]
  - 第46独立作戦旅団 - アレクセイ・チーホノフ中佐（戦死）
  - 第604特殊任務センター[11]
  - 特別任務機動隊[52]
  - 緊急対応特殊課[52]
- ロシア内務省
  - ロシア警察（ロシア語版）[14]
- ロシア連邦保安庁（FSB）
  - ロシア国境軍
- ロシア対外情報庁（SVR）[14]
  - ドンバス義勇兵連合[53]
- 懲罰部隊
  - ストームZ

### 同盟国
チェチェン共和国 -  ラムザン・カディロフ首長
- カディロフツィ[54][55] - ラムザン・カディロフ民警少将（軍内階級は大将）
  - 第141自動車化連隊 - マゴメド・トゥシャエフ少将[注釈 6]
  - ユーク大隊
  - アフマト・カディロフ名称特別任務民警連隊
  - チェチェンOMON（ロシア語版）
  - チェチェンSOBR（ロシア語版）
- アフマト大隊 (4個編成)
  - セーヴェル・アフマト
  - ユーク・アフマト
  - ヴォストーク・アフマト
  - ザーパド・アフマト

 ドネツク人民共和国 - デニス・プシーリン首長
- ドネツク民兵 - デニス・シネンコフ少将
  - 第1軍団→2022年12月にロシア陸軍に編入、2024年に第51諸兵科連合軍へ改編[56]。 - ロマン・クトゥーゾフ少将（6月5日に戦死[57]）
    - スパルタ大隊 - ウラジーミル・ゾガ大佐（3月5日に戦死）→ヤロスラフ・シュクルガン（戦死）
    - ソマリア大隊 - ティムール・クリルキン中佐
    - ヴォストーク旅団 - アレクサンドル・ホダコフスキー（英語版）中佐
    - 第1特殊部隊 - ヴィタリー・ウラジーミロビッチ少佐
    - ピアトナシュカ旅団
    - 第1自動車化狙撃旅団
    - 第3自動車化狙撃旅団
    - 第7自動車化狙撃旅団 - アンドレイ・ウラジミロビッチ・パナシューラ中佐（戦死）
    - 第100独立自動車化狙撃旅団
    - ロケット砲兵大隊 - オルガ・カチュラ大佐（戦死）

 ルガンスク人民共和国 - レオニード・パセチニク首長
- ルガンスク民兵 - ヤン・レスチェンコ大佐
  - 第2軍団→2024年に第3親衛諸兵科連合軍に改編。
    - プラザラーク旅団（英語版）[58] - ユーリ・シェフチェンコ
    - コサック大隊 - ミハイル・キシュチク（戦死）
    - 第4独立自動車化狙撃旅団 - ヴャチェスラフ・マカロフ大佐(戦死)[59]
    - 第123独立自動車化狙撃旅団

南オセチア共和国・アラニヤ国
- 南オセチア共和国軍

 朝鮮民主主義人民共和国
- 朝鮮人民軍 (2024年11月よりクルスク州で確認されている[60]。)
  - 第11軍団

### 民間軍事会社
- ワグネル・グループ[61][62][63][64]  - エフゲニー・プリゴジン 、ドミトリー・ウトキン（共に8月23日に墜落死）
  - ルシッチ・グループ - アレクセイ・ミカコフ
- PMC"パトリオット" - セルゲイ・ショイグ[注釈 7][65]
- "ルドゥート"・アンチテラー - アナトリー・カラツィイなど
- ガスプロム・セキュリティ
  - PMC"ファケル"
  - PMC"プラミヤ"
- ロスコスモス
  - ツァーリ・ウルヴス - ドミトリー・ロゴージン
  - PMC"ウラン"
- E.N.O.T.コープス -  イーゴリ・マングシェフ(戦死)

## ウクライナおよび同盟国

### ウクライナ
ウクライナ
- ウクライナ軍総司令官 - ヴァレリー・ザルジニー大将[注釈 8]→オレクサンドル・シルスキー大将[注釈 9]
- ウクライナ軍参謀本部 - セルヒイ・シャプタラ中将→アナトリー・バルギレヴィチ中将[注釈 10]→アンドリー・フナトフ少将
  - 第101独立参謀本部警護旅団[69]
- ウクライナ国防省情報総局 - キリーロ・ブダノフ中将[注釈 11]
  - 第10特殊任務支隊
- ウクライナ陸軍 - オレクサンドル・シルスキー大将→オレクサンドル・パヴリュク中将→ミハイロ・ドラパティ少将→ヘナンジー・シャポバロフ准将
  - 独立大統領旅団
  - 第19ミサイル旅団
  - 第27ロケット砲兵旅団
  - ウクライナ陸軍航空隊 - マクシム・サミレンコ（ウクライナ語版）准将→パブロ・バルダコフ（ウクライナ語版）大佐
  - 西部作戦管区 - セルギー・リトビノフ（ウクライナ語版）少将→ヴォロディミル・シュヴェデュク（ウクライナ語版）准将
    - 第10独立山岳強襲旅団[71]
    - 第14独立機械化旅団[11]
    - 第24独立機械化旅団[72] - ヴァレリー・グズ（ウクライナ語版）大佐（3月12日に戦死）
    - 第33独立機械化旅団
    - 第63独立機械化旅団
    - 第65独立機械化旅団
    - 第68独立猟兵旅団
    - 第128独立山岳強襲旅団
    - 第44独立砲兵旅団

  - 東部作戦管区 - オレグ・ミカッツ（ウクライナ語版）少将
    - 第3独立戦車旅団
    - 第17独立戦車旅団
    - 第23独立機械化旅団
    - 第43独立機械化旅団
    - 第53独立機械化旅団[73]
    - 第54独立機械化旅団
    - 第92独立機械化旅団
    - 第93独立機械化旅団[74]
    - 第47独立砲兵旅団

  - 南部作戦管区 - アンドリー・コワルチュク少将→ゲンナディ・シャポバロフ准将→ミハイロ・シドレンコ（ウクライナ語版）准将
    - 第5独立戦車旅団
    - 第14独立戦車旅団
    - 第21独立機械化旅団
    - 第22独立機械化旅団
    - 第28独立機械化旅団
    - 第60独立機械化旅団
    - 第56独立自動車化歩兵旅団
    - 第57独立自動車化歩兵旅団[75]
    - 第60独立機械化旅団

  - 北部作戦管区 - ヴィクトル・ニコリウク（ウクライナ語版）少将→ドミトロ・クラシルニコフ（ウクライナ語版）少将
    - 第1独立戦車旅団[76]
    - 第3独立強襲旅団
    - 第4独立戦車旅団
    - 第5独立強襲旅団
    - 第11自動車化歩兵旅団（ウクライナ語版）
    - 第31独立機械化旅団
    - 第30独立機械化旅団
    - 第47独立機械化旅団
    - 第58独立自動車化歩兵旅団
    - 第61独立歩兵旅団
    - 第72独立機械化旅団
    - 第26独立砲兵旅団

  - 第11軍団 - ウォロディミル・ミロニュク（ウクライナ語版）少将→ロマン・グバ大佐
    - 第3独立戦車旅団
    - 第5独立戦車旅団
    - 第3独立強襲旅団 - アンドリー・ビレツキー
- ウクライナ海軍 - オレクシー・ネイツパパ海軍中将[注釈 12]
  - 第9水上艦艇師団（ウクライナ語版）
    - 指揮艦ドンバス（沈没）[78]
    - 巡視船スラヴャンスク（沈没）[79]

  - 第29水上艦艇師団（ウクライナ語版）
    - 揚陸艦ユーリ・オルフィレンコ（沈没）[80]
    - 海洋観測艦ペレヤスラウ（ウクライナ語版）[81]

  - 海軍航空隊 - オレフ・ザレンスキー大佐、副司令官イーホル・ベザイ大佐（戦死）
    - 第10海軍航空旅団
- ウクライナ海兵隊 - ユーリー・ソドル中将→ドミトロ・デリアティツキー少将
  - 第32独立砲兵旅団
  - 第34独立沿岸防衛旅団
  - 第35独立海兵旅団
  - 第36独立海兵旅団[73] - ウォロディミル・バラニュク大佐（戦死）→（代理）セルヒイ・ヴォリナ少佐（降伏後捕虜交換により解放）
  - 第37独立海兵旅団
  - 第38独立海兵旅団
  - 第39独立沿岸防衛旅団
  - 第40独立沿岸防衛旅団
  - 第406独立砲兵旅団
- ウクライナ空軍 - ミコラ・オレシチュク中将 →アナトリー・クリヴォノジコ中将
  - 第299戦術航空旅団[82]
  - 西部航空管区 - オレクシー・マルチェンコ（ウクライナ語版）少将→ボリス・ジェノフ少将
    - 第114戦術航空旅団[83]
    - 第204戦術航空旅団

  - 中部航空管区 - アナトリー・クリボノジコ中将
    - 第39戦術航空旅団
    - 第40戦術航空旅団[84]
    - 第831戦術航空旅団
    - 第96高射ミサイル旅団

  - 南部航空管区 - ヴァシリー・チェルネンコ（ウクライナ語版）中将
    - 第160高射ミサイル旅団
    - 第201高射ミサイル旅団
    - 第208高射ミサイル旅団

  - 東部航空管区 - イワン・テレブハ（ウクライナ語版）少将
    - 第138高射ミサイル旅団
- ウクライナ特殊作戦軍 - グレゴリー・ガラガン少将→ヴィークトル・ホレンコ准将→セルヒイ・ルパンチュク大佐→オレクサンドル・トレパク少将[注釈 13]
  - 独立東部特殊作戦センター
  - 独立西部特殊作戦センター
  - 第73海軍特殊作戦センター
- ウクライナ空中機動軍 - マキシム・ミルゴロドスキー少将→イーホル・スカイビュク少将[注釈 14]→オレグ・アポストル准将
  - 第25独立空挺旅団[87]
  - 第79独立空中強襲旅団[87]
  - 第80独立空中強襲旅団[87] [88]
  - 第81独立空中機動旅団[89]
  - 第95独立空中強襲旅団[87]
- ウクライナ領土防衛隊 - ユーリー・ハルシュキン中将→イーホル・タンチューラ少将→アナトリー・バルギレヴィチ少将→イーホル・プラフタ少将
  - 第112独立領土防衛旅団
  - 第122独立領土防衛旅団[90]
  - 第1特務旅団(2024年4月までウクライナ陸軍所属[91]。)
  - ウクライナ領土防衛部隊外国人軍団
    - ジョージア軍団[92]
    - クロアチア人義勇兵[93]
    - カストゥーシュ・カリノーウスキ連隊
    - 自由ロシア軍団
    - カナダ・ウクライナ旅団
    - ノルマン旅団
- ウクライナ無人システム部隊 - ヴァディム・スハレフスキー大佐→ロバート・ブロヴディ少佐
  - 第9独立無人システム旅団
  - 第14独立無人航空機システム連隊
  - 第59独立強襲旅団

### 準軍事組織
- ウクライナ内務省
  - ウクライナ国家親衛隊 - ユーリー・レビド中将→オレクサンドル・ピブネンコ准将
    - 第4即応旅団
    - 第12特務旅団→2023年に名称をアゾフ旅団に引き継ぎ解体
    - ドンバス大隊
    - 第12特務旅団アゾフ（元アゾフ連隊）[94] - デニス・プロコペンコ中佐（降伏後捕虜交換により解放）→ミキタ・ナトチイ

  - ウクライナ国家国境庁
  - ウクライナ国家警察 - イゴール・クリメンコ一等警察総長[95][96][97]→イヴァン・ヴィヒヴスキー三等警察総長
    - 特殊任務巡回警察[98]
      - リュート旅団
- ウクライナ保安庁（SBU） - イワン・バカノフ（7月17日に解任）→ヴァシーリー・マリューク少将
  - アルファ部隊[99]
- 右派セクター
  - ウクライナ義勇軍団[100]→ウクライナ特殊作戦軍を経て最終的には第67独立機械化旅団としてウクライナ陸軍に編入。

### 同志勢力
チェチェン・イチケリア共和国
- ジョハル・ドゥダエフ大隊[101]
- シェイク・マンスール大隊[102][103]

ベラルーシ反政権派
ロシア反プーチン政権派
- ロシア義勇軍団
- 自由ロシア軍団
- シベリア大隊[104]